# Associació de Veïnes i Veïns de Prosperitat
Associació de Veïnes i Veïns de Prosperitat és una associació veïnal que agrupa els habitants del barri de Prosperitat, al districte de Nou Barris de Barcelona.
Aquesta associació de veïns té la seu al carrer Argullós número 92 i la seva junta es reuneix el dimarts a les 20h. Aquesta junta està oberta a tot veí o veïna que volgui anar.

## Actuacions
Aquesta associació marca la seva principal actuació treballant d'interlocutor entre la veu del veïnat i l'Ajuntament de Barcelona.
En aquests últims anys l'Associació de Veïnes i Veïns de Prosperitat ha tingut molta feina com el rebutjament a una antena de telefonia mòbil al barri i entre les seves últimes actuacions es troba el conegut com a Pla d'Actuació del Districte (PAD) fet amb el Districte de Nou Barris. A finals del 2008 es va llistar aquesta full de ruta a seguir i aconseguir com a equipaments públics pels veïns i veïnes del barri de Prosperitat.
- Piscina pel barri i residència tercera edat i centre de dia. A principis del 2009 es comença les obres per la construcció d'una piscina municipal, un gimnàs, una residència per la tercera edat i a més centre de dia, i també habitatges per gent gran.[7]
- CEIP Mercè Rodoreda.
- Insonorització del Casal de Joves de Prosperitat. La defensa al no tancament del Casal de Joves de Prosperitat per incumplir el pla d'equipaments juvenils aprovat en 2008.[8]
- Plaça Àngel Pestanya
- Carrer Tissó. Es tracta de la remodelació d'aquest carrer per fer més amples les voreres. Les obres s'han fet el 2009 entre el tram d'Avinguda Rio de Janeiro i carrer Pablo Iglesias. La resta de la remodelació del carrer fins Via Júlia resta pendent.
- ARI
- Pla de Mobilitat. Aquest pla tracta del problema de densificació del barri amb uns carrers tan estrets. Per tant, és un pla de remodelació dels carrers.
- Ideal Plàstica Flor. Aquest edifici és una antiga fàbrica traslladada a la Gran Via[9] i expropiada per l'Ajuntament de Barcelona per construir equipament públic. De moment s'ha derrocat l'antiga fàbrica i es farà un aparcament per cotxes i un parc infantil esperant que a la pròxima legislatura es decideixi que fer.[10]
- Poliesportiu. Aquesta actuació tracta de reformar el Poliesportiu Valldaura.
- Edifici de Serveis Socials.